# Volgograd
Volgograd (rusky  Волгогра́д), od 10. dubna 1925 do 7. listopadu 1961 a ve dnech významných výročí nazýván Stalingrad (rusky  Сталингра́д), v letech 1589–1925 Caricyn (rusky  Цари́цын), je město v Ruské federaci na jihu její evropské části. Město je důležitým přístavem na řece Volze; podél jejího západního břehu se táhne v délce přibližně 60 km. Město je centrem Volgogradské oblasti. Žije zde přibližně 1 milion obyvatel.

## Historie

### Carské Rusko a občanská válka

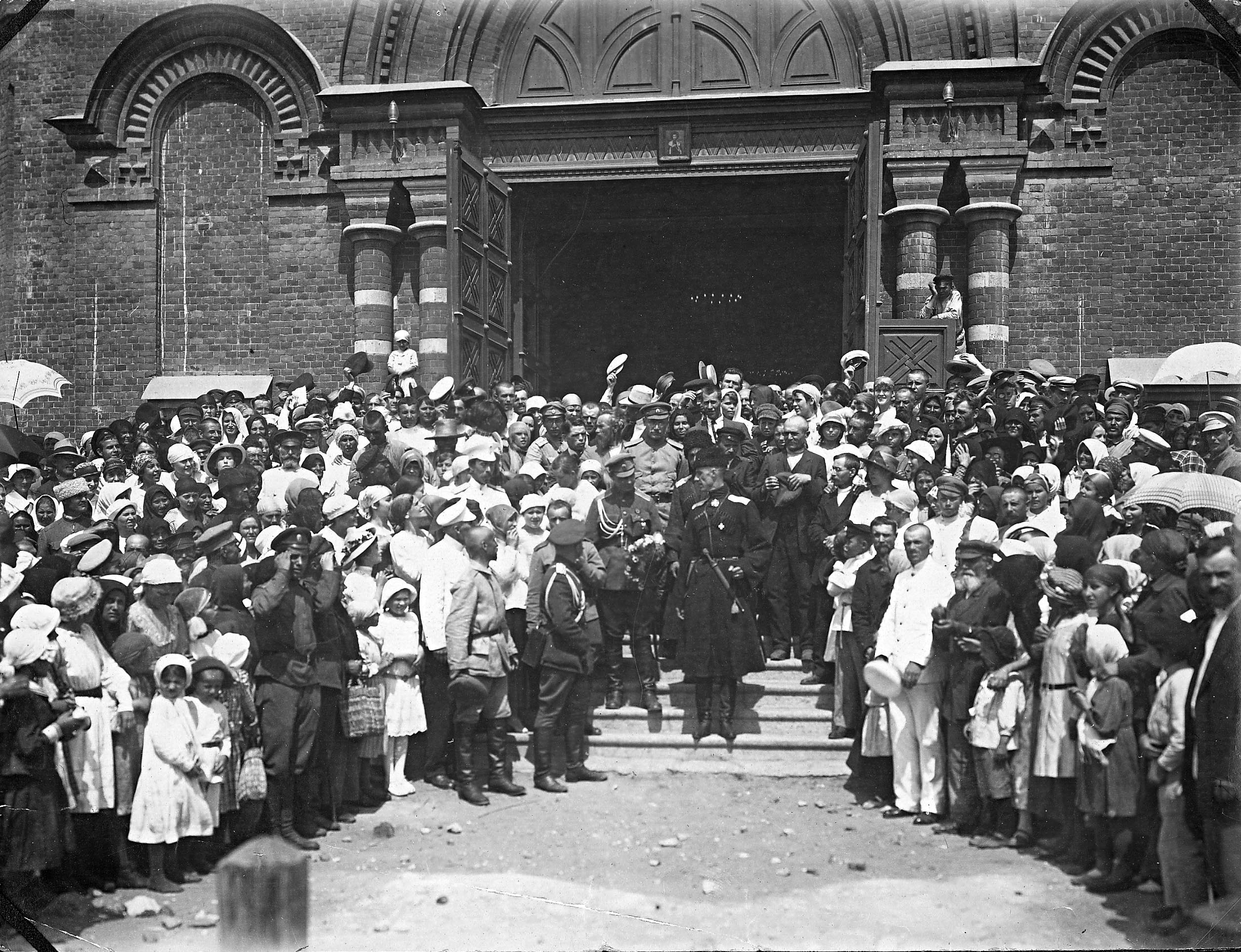
Bělogvardějský generál Wrangel v Caricynu 15. října 1919

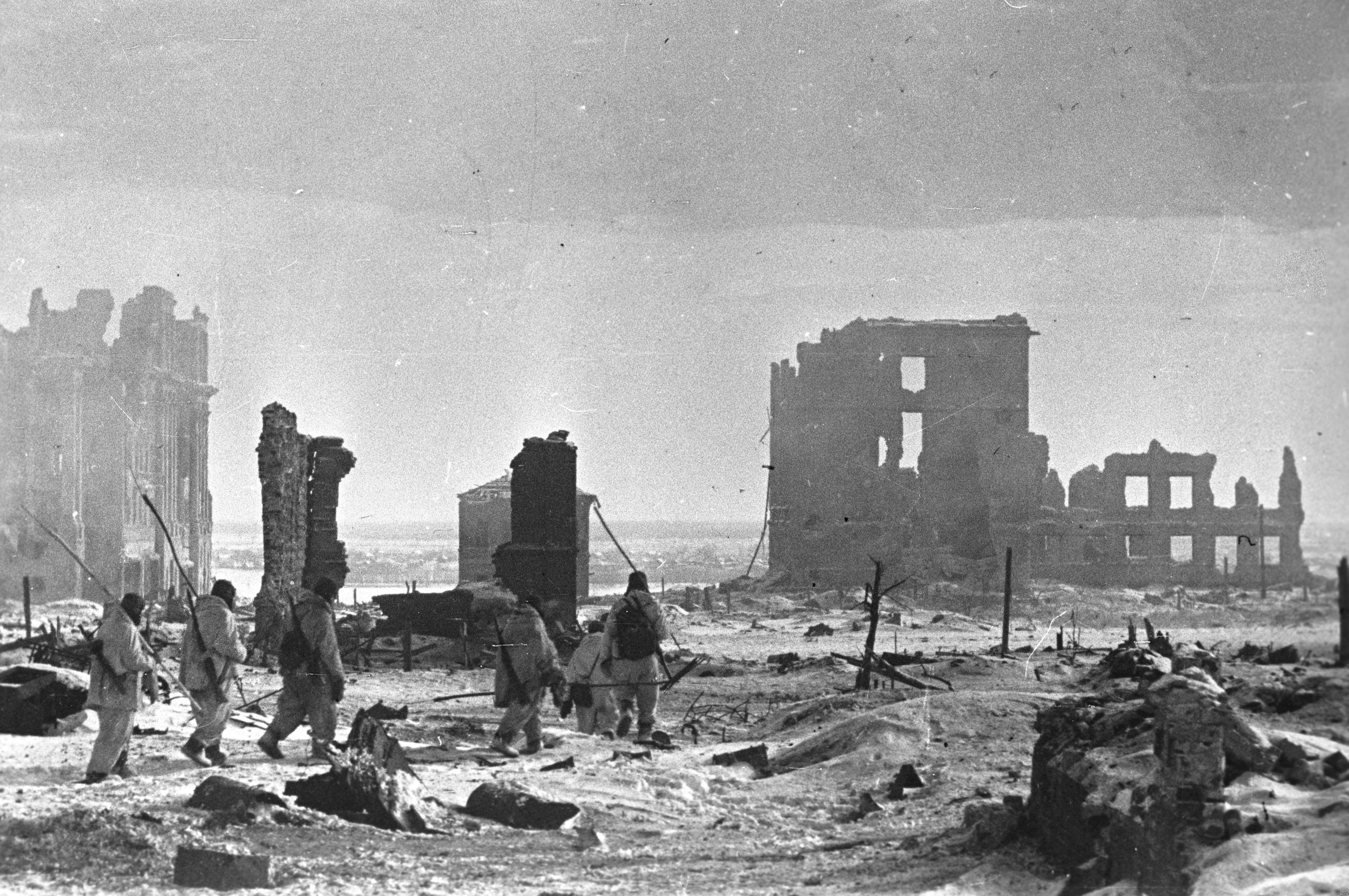
Trosky Stalingradu po německém útoku

Volgograd byl založen roku 1589 jako pevnost Caricyn na soutoku řek Carica a Volha. 
Účelem pevnosti bylo hlídat nestálou hranici carského Ruska před nájezdy nomádů z jižních stepí. V roce 1670 dobyli město vzbouření kozáci pod vedením Stěnky Razina. O století později, za dalšího kozáckého povstání, tentokrát vedeného Jemeljanem Pugačovem, se povstalcům už Caricyn dobýt nepodařilo; byl ubráněn carským vojskem pod vedením plukovníků Cypletěva a Bošňaka.
V 19. století se tehdejší Caricyn stal významným přístavem na Volze a důležitou dopravní křižovatkou. Během občanské války v Rusku po Říjnové bolševické revoluci to bylo místo těžkých bojů. Velitelé Stalin, Vorošilov a Buďonnyj obsadili město sice už roku 1918, avšak nedlouho poté je s pomocí československých legionářů získali „bílí“ zpět. Roku 1920 byla nakonec ustanovena sovětská moc a v roce 1925 bylo město přejmenováno na Stalingrad na počest aktuálního vládce.

### 2. světová válka
Za dob Stalinovy vlády se „jeho město“ stalo důležitým přístavem. Bylo zde překládáno zboží z vlaků na lodě a naopak. V době 2. světové války tak mělo město značný strategický význam, umocněný navíc symbolikou jeho jména. Mezi 21. srpnem a listopadem 1942 město dobývala německá vojska a téměř celé je obsadila. Při německém bombardování Stalingradu v prvních dnech útoku zahynulo přes 40 000 civilistů. Pak však byla německá 6. armáda obklíčena, a do 2. února 1943 zničena anebo zajata. Bitva o Stalingrad, kterou nakonec vyhrála Rudá armáda, je považována za bod obratu v bojích na východní frontě. Za dobu bitvy padlo nebo bylo zraněno téměř 2 miliony lidí na obou stranách; celé město bylo totálně zničeno. Po skončení války roku 1945 dostal Stalingrad titul Město-hrdina a ocenil je také britský král Jiří VI.

### Poválečná doba
Jako památník na 2. světovou válku byla v letech 1959–1967 na dominantní výšině postavená socha Matka vlast volá, s jejími 85 metry to byla největší socha té doby, nyní je to nejvyšší socha ženy na světě.
Roku 1961 Nikita Chruščov v rámci procesu destalinizace přejmenoval Stalingrad na Volgograd, podle protékající řeky. Tato změna byla přijata s rozpaky, jelikož název Stalingrad měl doma i v zahraničí velkou historickou váhu a město pod tímto jménem obdrželo svůj hrdinský titul.
V 80. letech byla zřízena tramvajová rychlodráha. V 90. letech překonal počet obyvatel milionovou hranici.
V roce 2010 ruští monarchisté a představitelé pravoslavných organizací požadovali, aby se město vrátilo ke svému původnímu předrevolučnímu názvu Caricyn, úřady však jejich návrh zamítly.
Podle různých anket by údajně mnoho lidí uvítalo návrat k historicky proslulému názvu Stalingrad, a město se proto rozhodlo k dočasnému návratu titulu „Město hrdinů Stalingrad“. Titul se tak na základě rozhodnutí z roku 2013 může používat po šest dní v roce během významných výročí, mj. na den začátku porážky nacistických vojsk u Stalingradu.

## Ekonomika a doprava

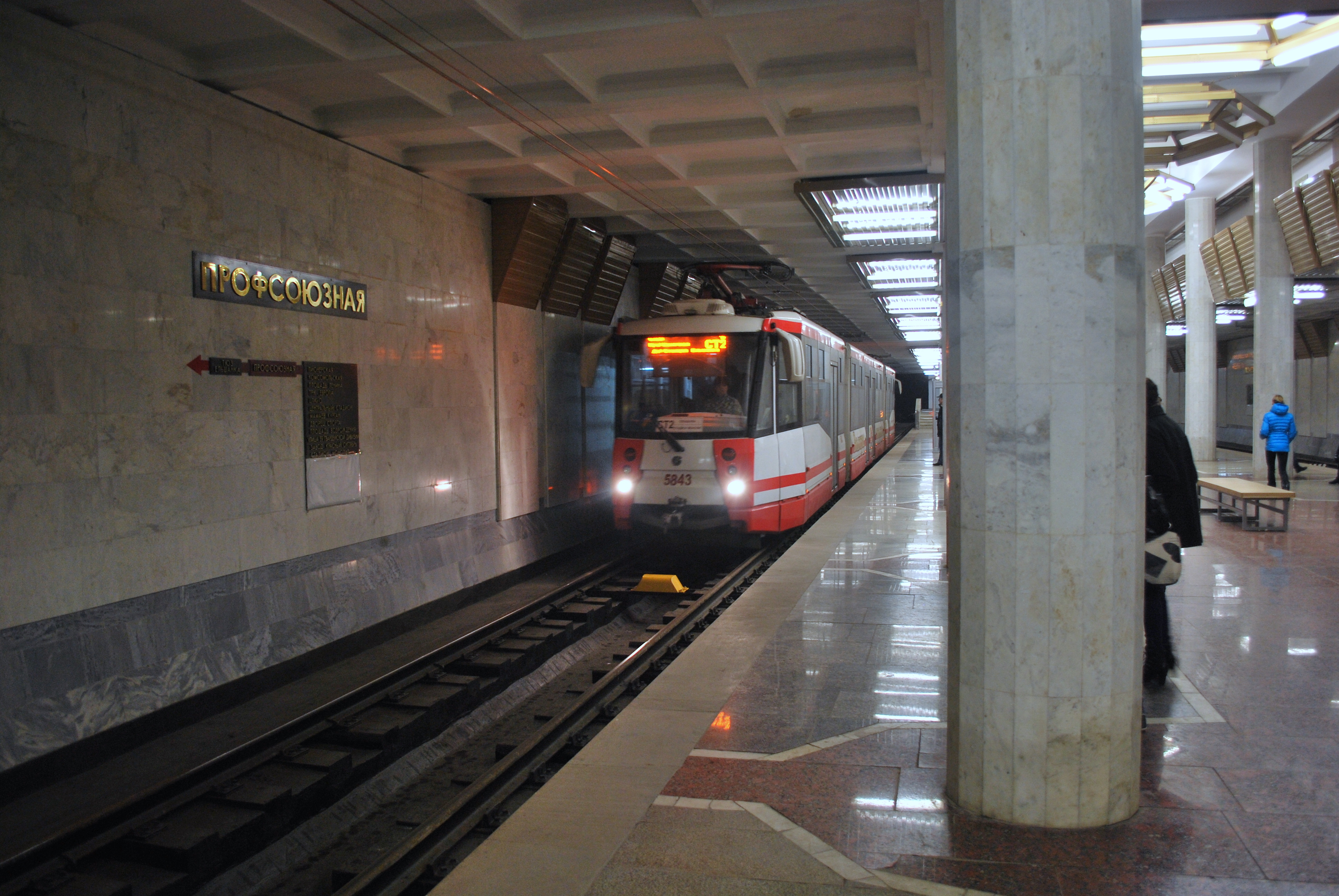
Systém Metrotram

Na Volze byla vybudována přehradní nádrž, dnes je Volgograd stále důležitou dopravní křižovatkou mezi Donbasem, Sibiří, Kavkazem a Ruskem. Roku 1952 byl vybudován Volžsko-donský kanál, do dneška je Volha velmi důležitý dopravní kanál. V dnešní době se zde nachází velké množství loděnic a závodů na zpracování oceli, hliníku a ropy.
Volgograd je dnes také významným železničním uzlem, z hlavního volgogradského nádraží jezdí vlaky do Moskvy, Saratova, Astrachaně, Rostova na Donu a Krasnodaru.
Místní veřejná doprava je zajištěna autobusy, trolejbusy, tramvajemi, včetně tramvají československé výroby Tatra T3, a systémem metrotram. Přes Volgograd také prochází evropská silnice E40 vedoucí z francouzského Calais do Ridderu v Kazachstánu.
Mezinárodní letiště Volgograd se nachází 15 km severozápadně od města.

## Sport
Stadion Volgograd Arena hostil některé zápasy Mistrovství světa ve fotbale 2018.

## Galerie

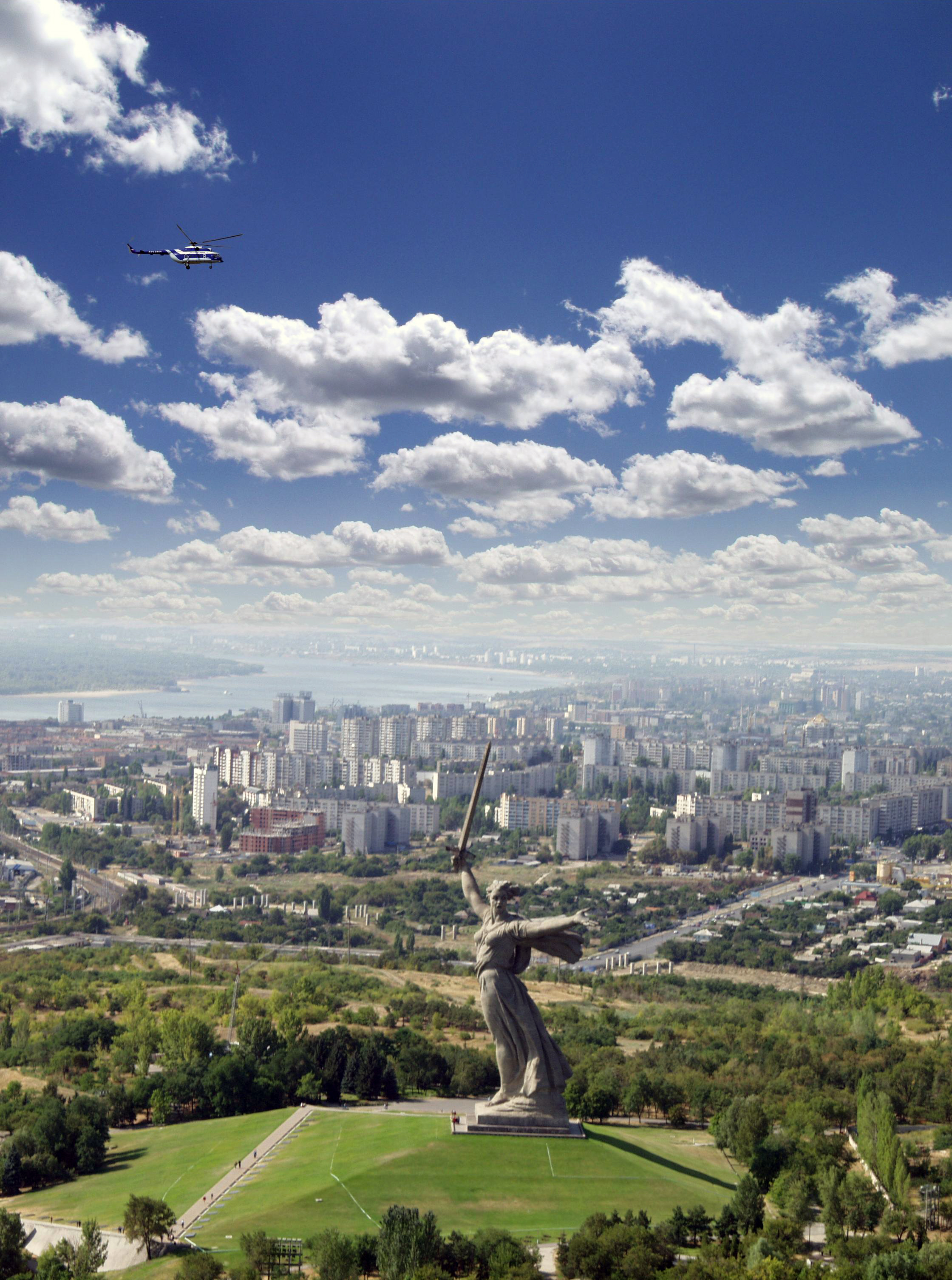
Matka vlast volá je největší socha v Evropě a největší socha ženy na světě
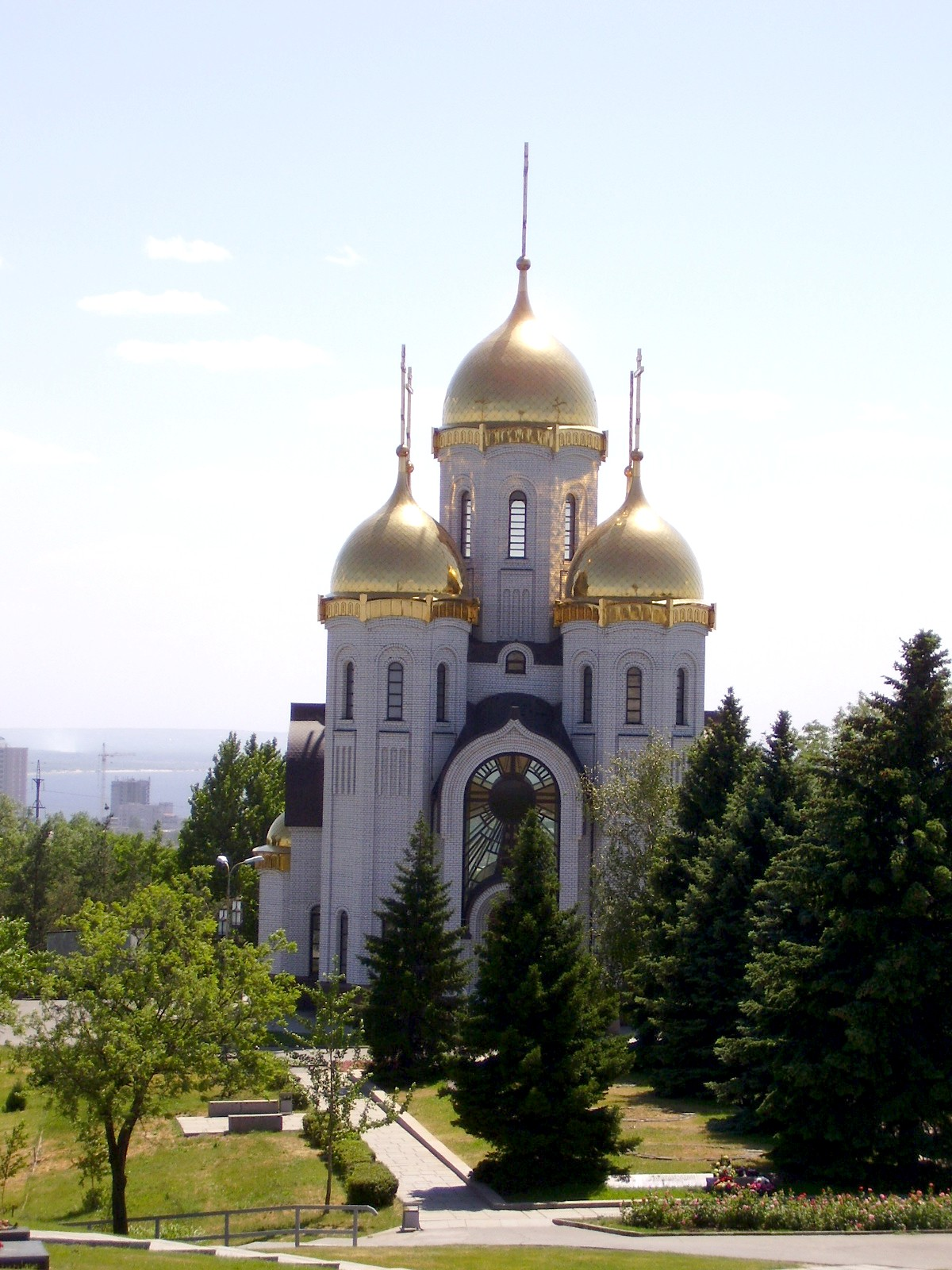
Katedrála všech svatých
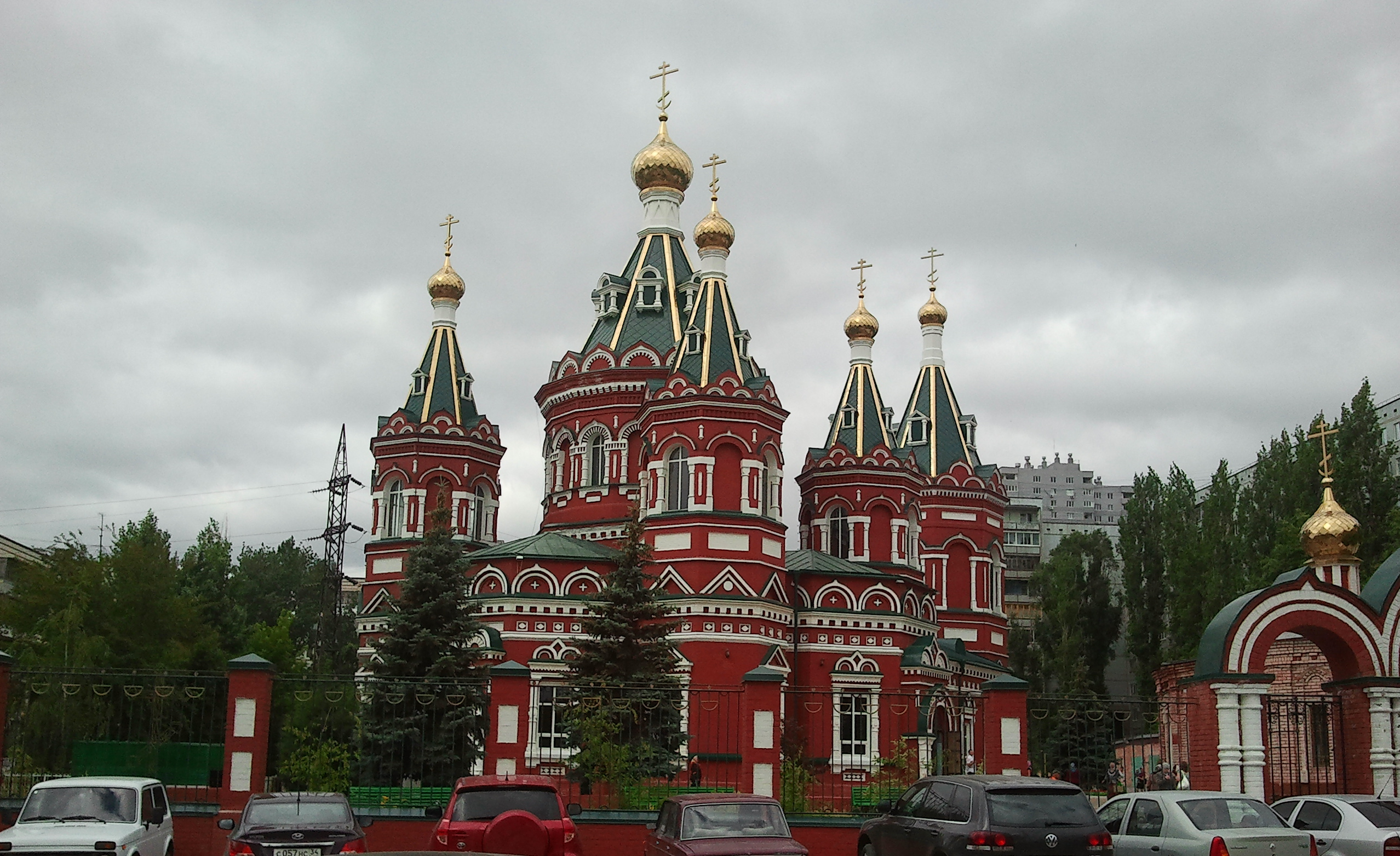
Katedrála Kazaň
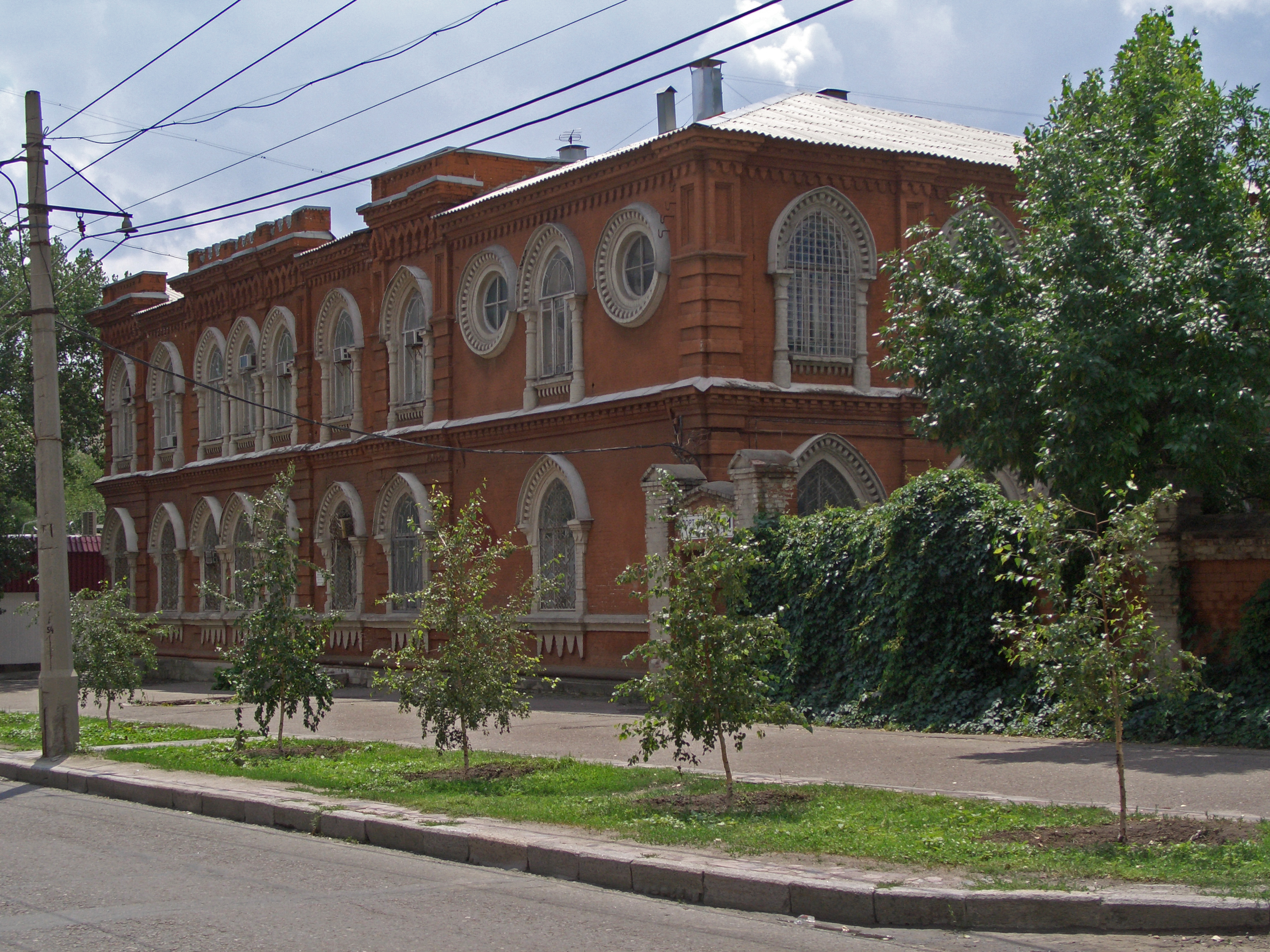
Volgogradská synagoga
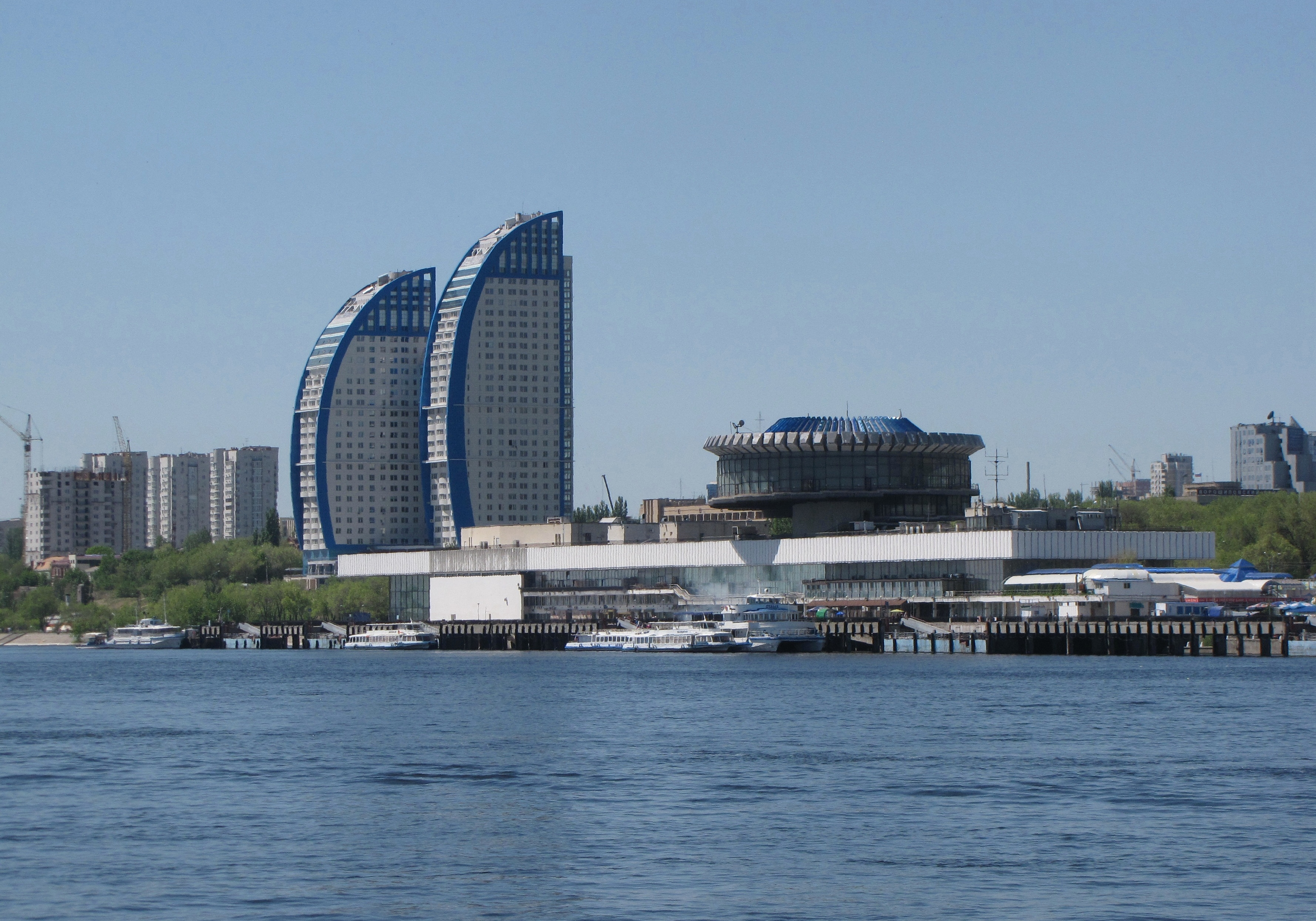
Rezidenční komplex ve Volgogradu

## Partnerská města
- Coventry, Velká Británie (1943)
- Ostrava, Česko (1949–2022[9])
- Kemi, Finsko (1953)
- Lutych, Belgie (1959)
- Dijon, Francie (1959)
- Turín, Itálie (1961)
- Port Said, Egypt (1962)
- Čennaí, Indie (1966)
- Hirošima, Japonsko (1972)
- Kolín nad Rýnem, Německo (1988)
- Saská Kamenice, Německo (1988)
- Cleveland, USA (1990)
- Toronto, Kanada (1991)
- Ťi-lin, Čína (1994)
- Jerevan, Arménie (1998)
- Čcheng-tu, Čína (1998)
- Kruševac, Srbsko (1999)
- Ruse, Bulharsko (2001)
- Huntingdon, Pensylvánie, USA (2003)
- Orlando, Florida, USA (2008)

## Osobnosti
- Vladimir Krjučkov (1924–2007), sovětský právník, diplomat a předseda KGB v letech 1988 až 1991
- Alexandra Pachmutovová (* 1929), ruská a sovětská hudební skladatelka, zejména populárních písní tzv. sovětské estrády
- Vasilij Sidorenko (* 1961), bývalý ruský kladivář, mistr Evropy z roku 1994
- Jekatěrina Grigorjevová (* 1974), bývalá ruská atletka, sprinterka
- Denis Pankratov (* 1974), bývalý ruský plavec, dvojnásobný olympijský vítěz z her v Atlantě 1996
- Maxim Opalev (* 1979), ruský rychlostní kanoista, vítěz olympijských her v Pekingu na trati 500 m
- Anna Chapmanová (* 1982), ruská špionka pracující pro Službu vnější rozvědky
- Jelena Isinbajevová (* 1982), bývalá ruská atletka, skokanka o tyči, dvojnásobná olympijská vítězka
- Jelena Slesarenková (* 1982), bývalá ruská atletka, olympijská vítězka a dvojnásobná halová mistryně světa ve skoku do výšky
- Olga Kučerenková (* 1985), ruská atletka, jejíž specializací je skok daleký
- Julija Zaripovová (* 1986), ruská atletka, běžkyně
- Michail Kukuškin (* 1987), kazašský profesionální tenista